# Minimales Subtraktionsschema
Das Minimale Subtraktionsschema (oder MS-Schema, notiert {\displaystyle {\text{MS}}}) ist in der Quantenfeldtheorie ein spezielles Schema zur Renormalisierung, welches in der Störungstheorie die Divergenzen in die Unendlichkeit hinter der führenden Ordnung absorbieren soll. Es wurde unabhängig voneinander von Gerard ’t Hooft und Steven Weinberg im Jahr 1973 eingeführt. Das ähnliche und öfter benutzte Modifizierte Minimale Subtraktionsschema (oder MS-bar-Schema, notiert {\displaystyle {\overline {\text{MS}}}}) absorbiert neben dem divergenten Teil ebenfalls eine universelle Konstante die zusätzlich in den Korrekturtermen des entsprechenden Feynman-Diagrams auftaucht. Bei Verwendung der Dimensionsregularisierung ist diese mit der Euler-Mascheroni-Konstante gegeben durch:
{\displaystyle \mathrm {d} ^{4}p\rightsquigarrow \mu ^{4-d}\mathrm {d} ^{d}p;}
{\displaystyle \mu ^{2}\rightsquigarrow \mu ^{2}{\frac {e^{\gamma _{\rm {E}}}}{4\pi }}.}